# Lysandra albomarginata
Lysandra albomarginata är en fjärilsart som beskrevs av Ebert 1926. Lysandra albomarginata ingår i släktet Lysandra och familjen juvelvingar. Inga underarter finns listade i Catalogue of Life.